# Сельца (Череповецкий район)
Сельца — деревня в Череповецком районе Вологодской области.
Входит в состав Тоншаловского сельского поселения, с точки зрения административно-территориального деления — в Тоншаловский поссовет.
Расстояние по автодороге до районного центра Череповца — 23 км, до центра муниципального образования Тоншалово — 10 км. Ближайшие населённые пункты — Большой Двор, Носовское, Малечкино.
По переписи 2002 года население — 53 человека (26 мужчин, 27 женщин). Преобладающая национальность — русские (79 %).